# Tây Đô, Hưng Hà
Tây Đô là một xã thuộc huyện Hưng Hà, tỉnh Thái Bình, Việt Nam.
Xã có diện tích 6,13 km², dân số năm 1999 là 6512 người, mật độ dân số đạt 1062 người/km².
Xã này xưa từng là nơi diễn ra trận đánh Lục Đầu Giang chiến lược trong cuộc kháng chiến chống Tống lần thứ nhất. Do vậy hiện còn đền thờ Lê Hoàn, là một trong 14 vị anh hùng dân tộc tiêu biểu của Việt Nam.